# Mihajlo Mitić
Pour les articles homonymes, voir MITIC.
Mihajlo Mitić (en serbe : Михајло Митић, né le 17 septembre 1990 à Veliko Gradište, alors en RFS de Yougoslavie) est un joueur serbe de volley-ball. Il mesure 2,01 m et joue passeur. Il totalise 61 sélections en équipe de Serbie.

## Clubs
| Club                     | De        | À         |
| ------------------------ | --------- | --------- |
| Étoile rouge de Belgrade | 2008-2009 | 2012-2013 |
| Sir Safety Pérouse       | 2013-2014 | 2013-2014 |

## Palmarès
- Championnat d'Europe (1)
  - Vainqueur : 2011
- Championnat d'Italie
  - Finaliste : 2014
- Championnat de Serbie (2)
  - Vainqueur : 2012, 2013
  - Finaliste : 2010
- Coupe d'Italie
  - Finaliste : 2014
- Coupe de Serbie (3)
  - Vainqueur : 2009, 2011, 2013
- Supercoupe de Serbie (2)
  - Vainqueur : 2011, 2012